# 센트로 (마드리드)
센트로(스페인어: Centro)는 스페인 마드리드의 행정구 중 하나이다.

## 지역

센트로

센트로는 6개의 다음과 같은 지구가 있다.
- 코르테스
- 엠바하도레스
- 후스티시아
- 우니베르시다드
- 팔라시오
- 솔

## 같이 보기
- 마드리드의 구